# Stenodynerus steckianus
Stenodynerus steckianus är en stekelart som först beskrevs av Schulthess 1897.  Stenodynerus steckianus ingår i släktet smalgetingar, och familjen Eumenidae. Inga underarter finns listade i Catalogue of Life.